# Шумаков Валентин Володимирович
Шумаков Валентин Володимирович (нар. 2 січня 1940) — художник, майстер декоративно-прикладного мистецтва (1988). Помер 14 жовтня 2013 року.

## Біографія
Шумаков Валентин Володимирович народився 2 січня 1940 року, м. Макіївка, Донецької області. У 1942 році разом із батьками повернувся на батьківщину в село Великий Вистороп Сумської області.
У 1960 році вступив до Київського училища прикладного мистецтва (теперішня КДАДПМіД ім. М. Бойчука). З 1961 по 1964 рік проходив строкову службу в збройних силах. Після демобілізації продовжив навчання в училищі. Закінчив Художньо-промисловий технікум (на момент закінчення училище стало технікумом) у 1967 році.
1968 року вступив до Київського державного художнього інституту, який закінчив у 1972 році (педагоги: Олександр Кривоніс та Василь Гурін).
Працював у художньому фонді України та сувенірному цеху при Художньому фонді України, займався розробкою зразків для різьблення по шиферу.

## Творчість
Розпочинаючи з 1972 року виставлявся на республіканських виставках (живопис і графіка). Одна з перших робіт, що брала участь у виставці, «Ліс узимку» (папір, туш, перо). «Гора Щекавиця», картон, олія (1975 рік).

У 80-ті роки ХХ ст. працював у техніці мілкої пластики. Це відродження давнього мистецтва різьби по каменю шиферу (перефеліт). Відоме з часів Київської Русі, потім розповсюдилось і на територію Московської держави.

Плакетка «Чумаки». Перефеліт, різьблення.

- Асортимент виробів які створював Валентин Шумаков: декоративні плакетки.
- Основні тематичні напрямки творчості митця: інтерпретація елементів древньоруської пластики, історичні сюжети, фольклорні мотиви.

Автор брав участь у республіканських виставках. Твори Валентина Шумакова знаходяться в колекціях двох львівських музеїв (закуплені 1984 року):
- Музей народної архітектури та побуту, плакетка «На пасіці»;
- Музей етнографії та художнього промислу Інституту народознавства НАН України, плакетка «Князь Ігор посилає Гліба на половців».

Наприкінці XX на початку XXI ст. Валентин Шумаков здебільшого працював живописцем. Найчастіше виконував невеликі за форматом імпресіоністичні роботи.
Виставлявся на республіканських і державних виставках.